# Kowary

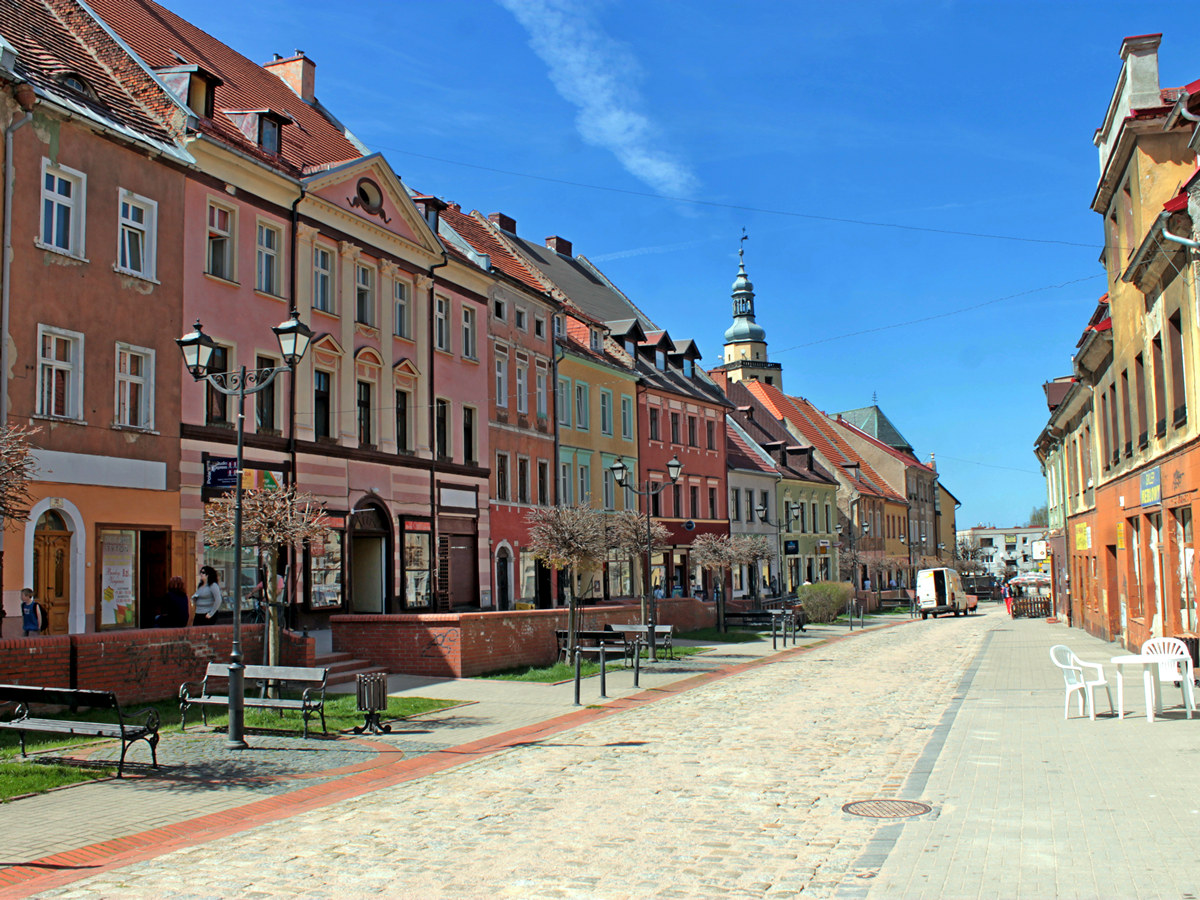
Altstadt

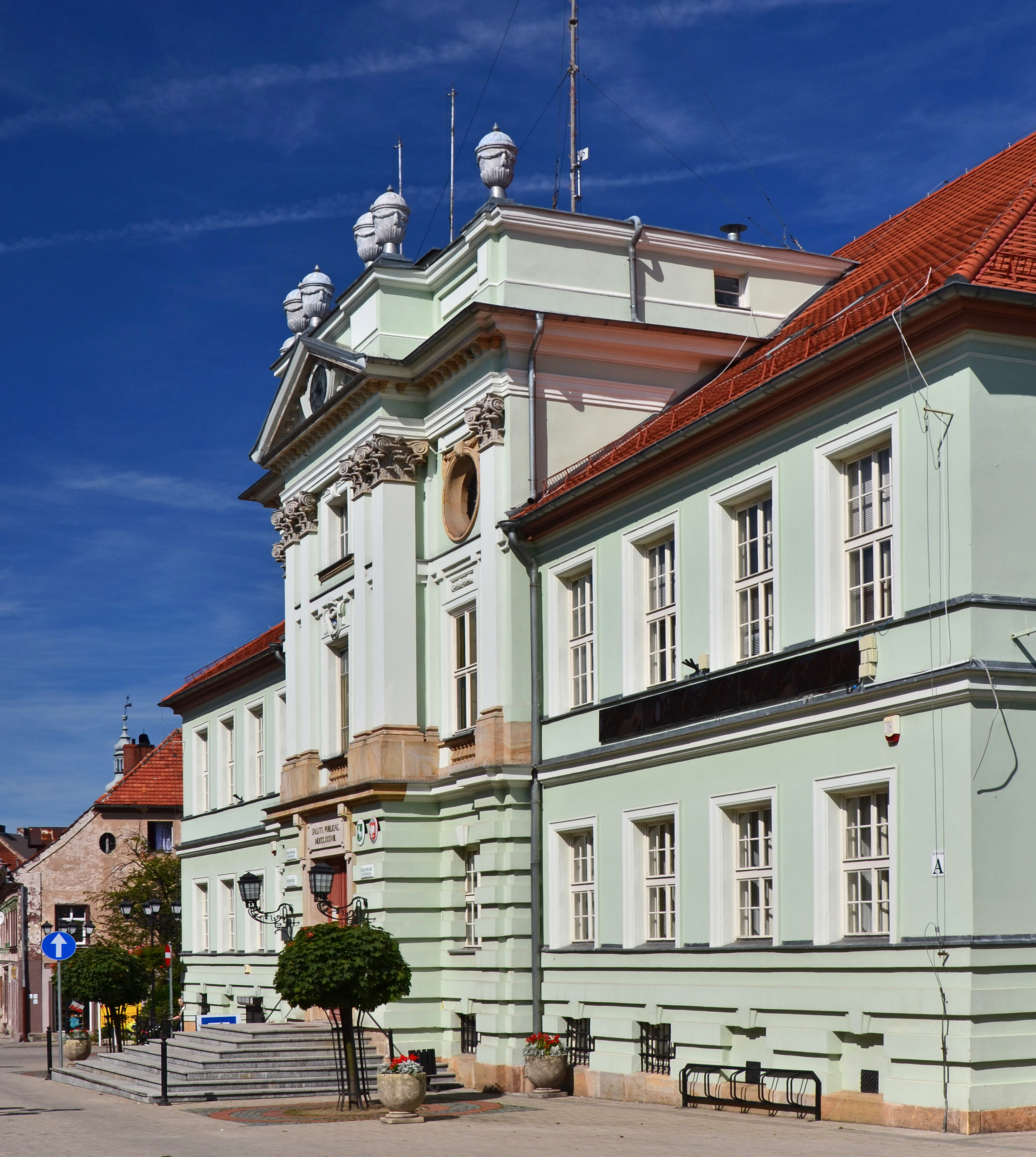
Das Schmiedeberger Rathaus von 1769

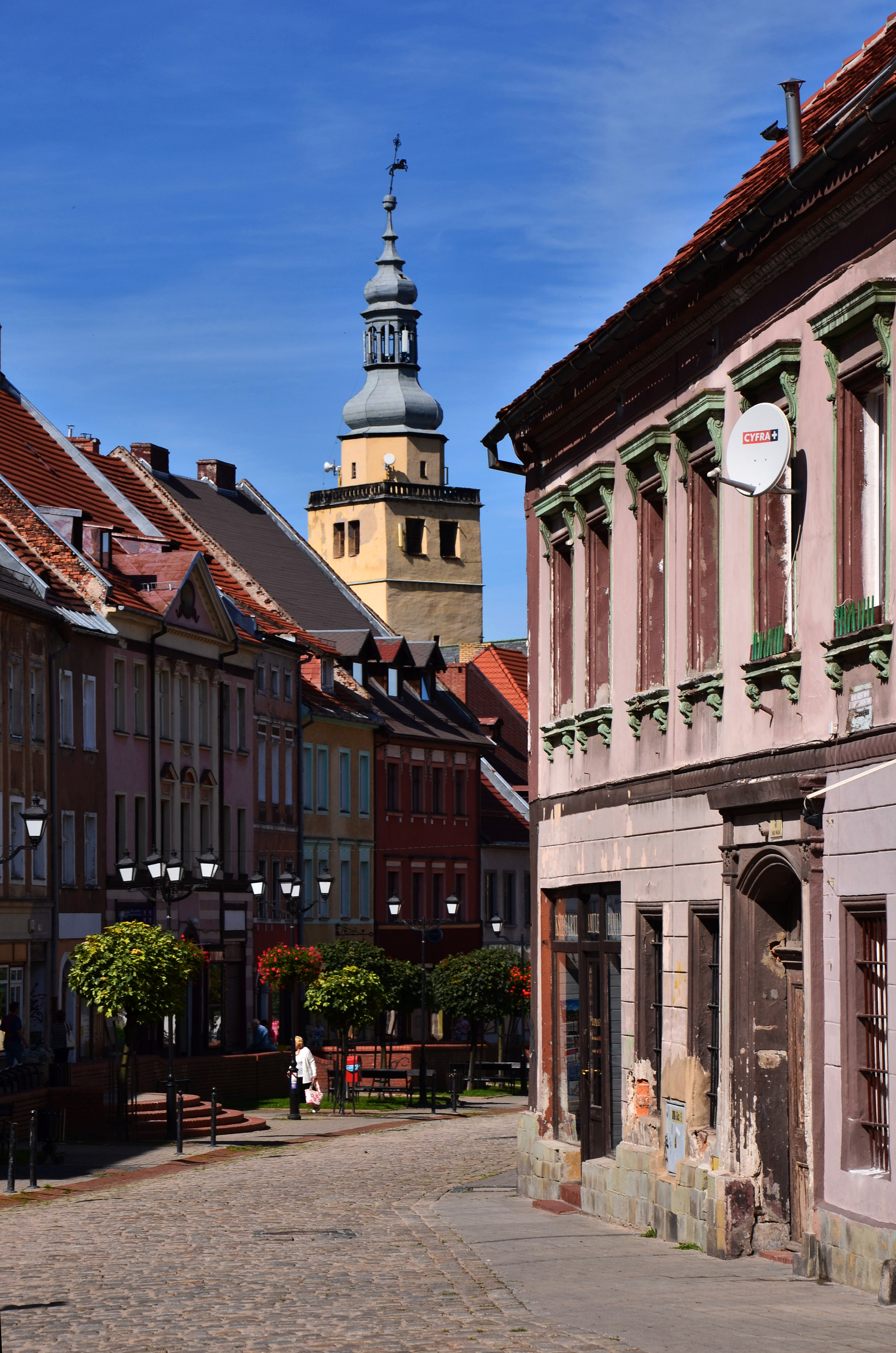
Schmiedeberger Altstadt

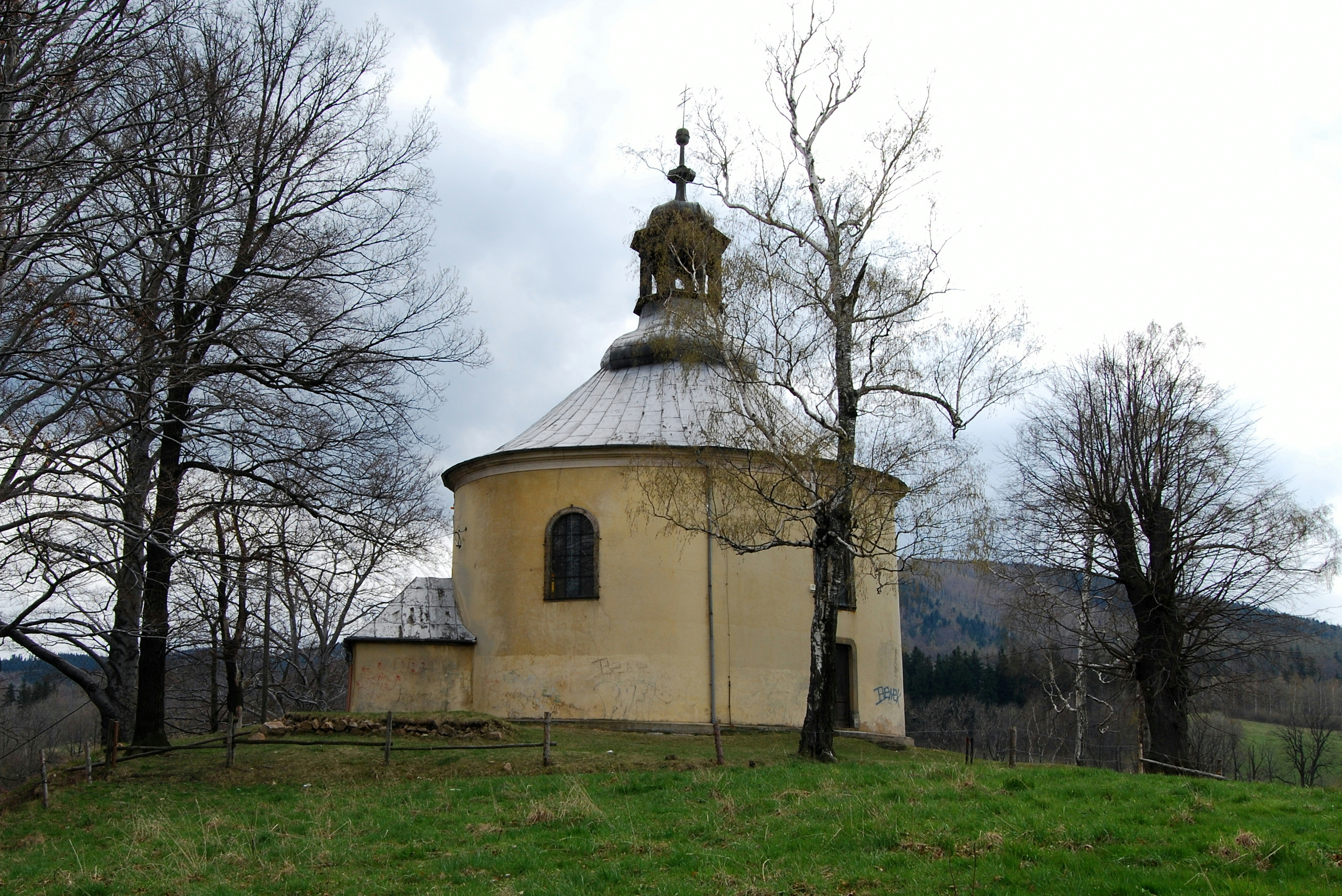
St.-Annen-Kapelle im oberen Ortsteil

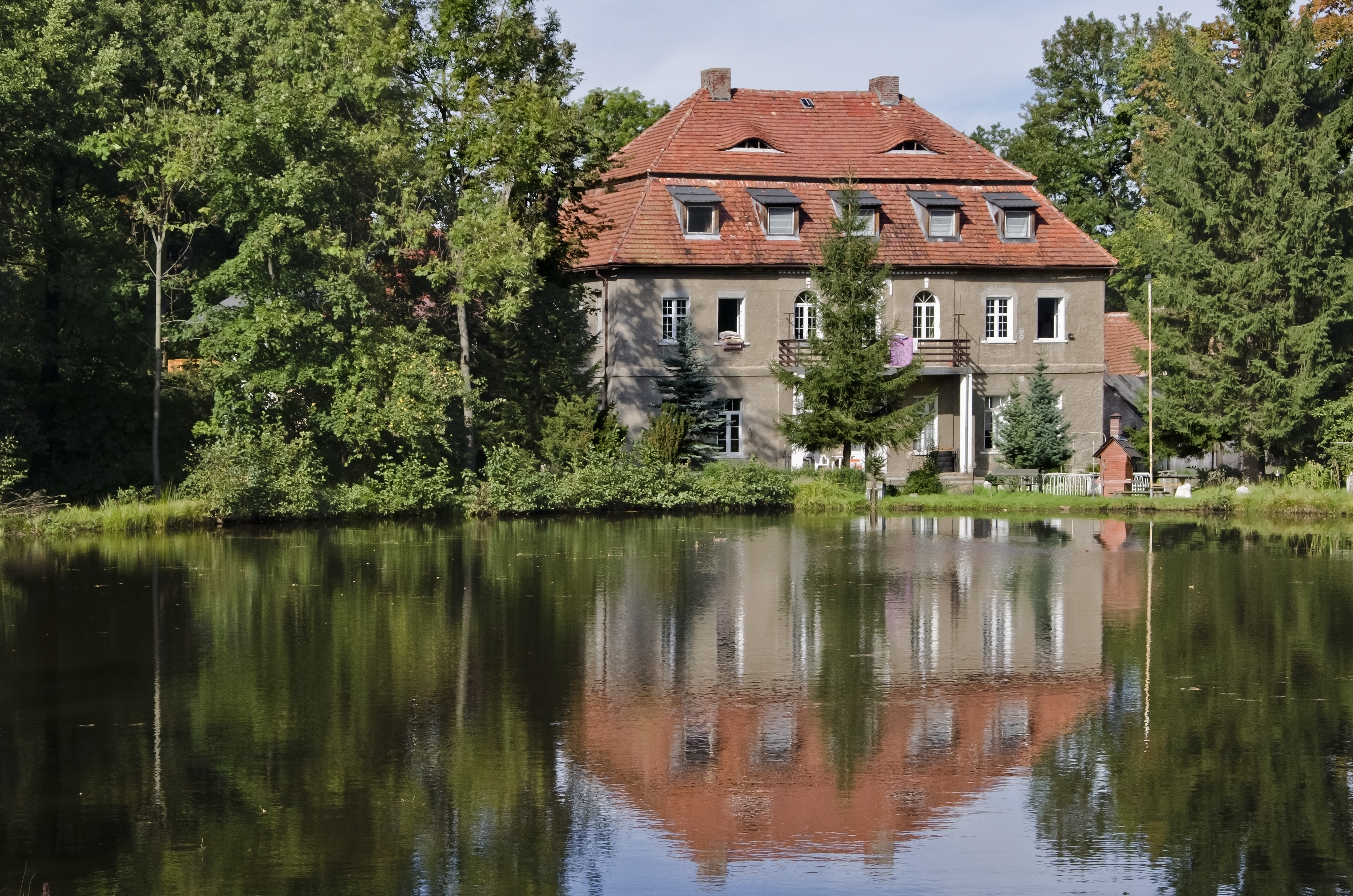
Schloss Ruhberg

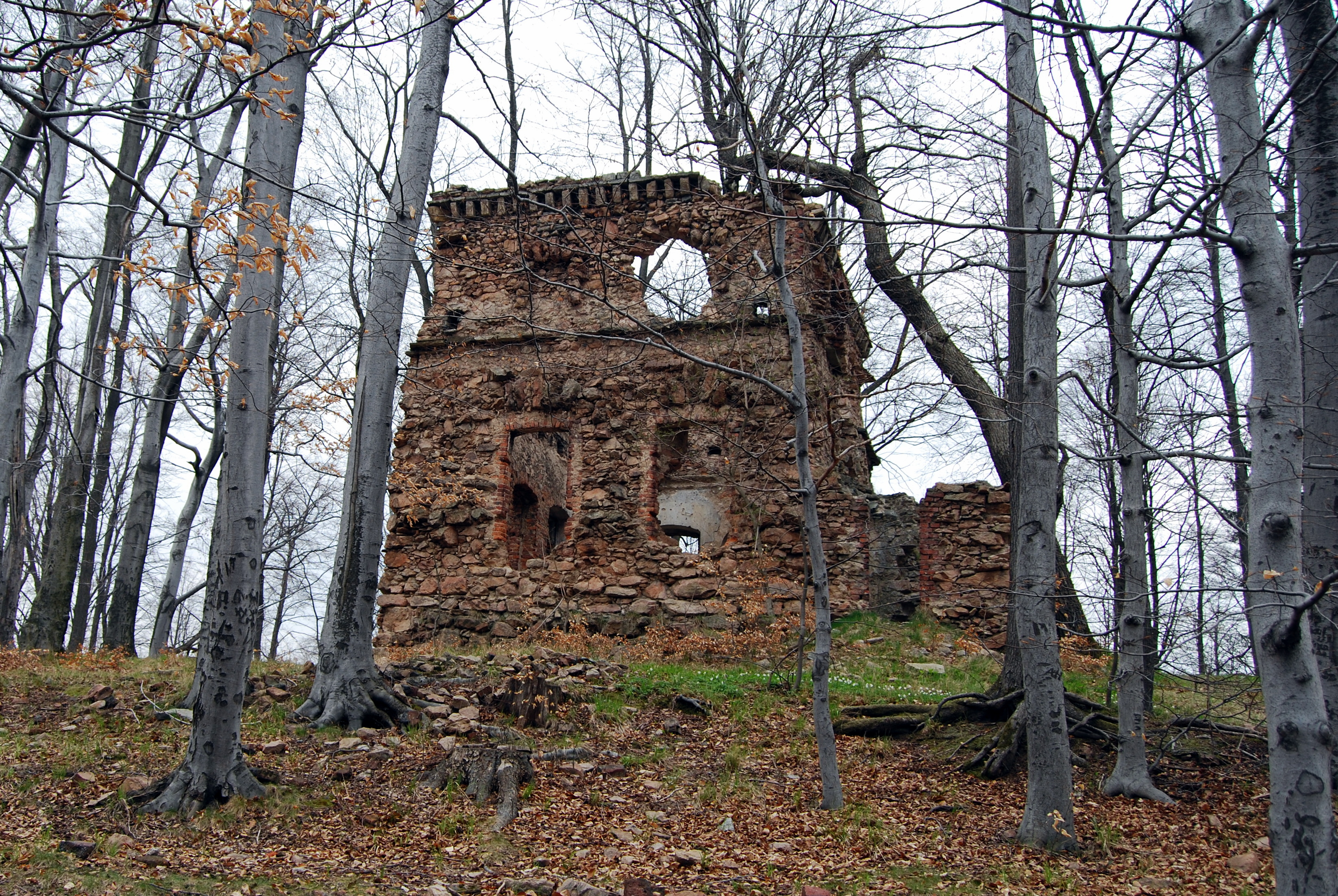
Ruine des Observatoriums im ehemaligen Landschaftspark des Schlosses Ruhberg

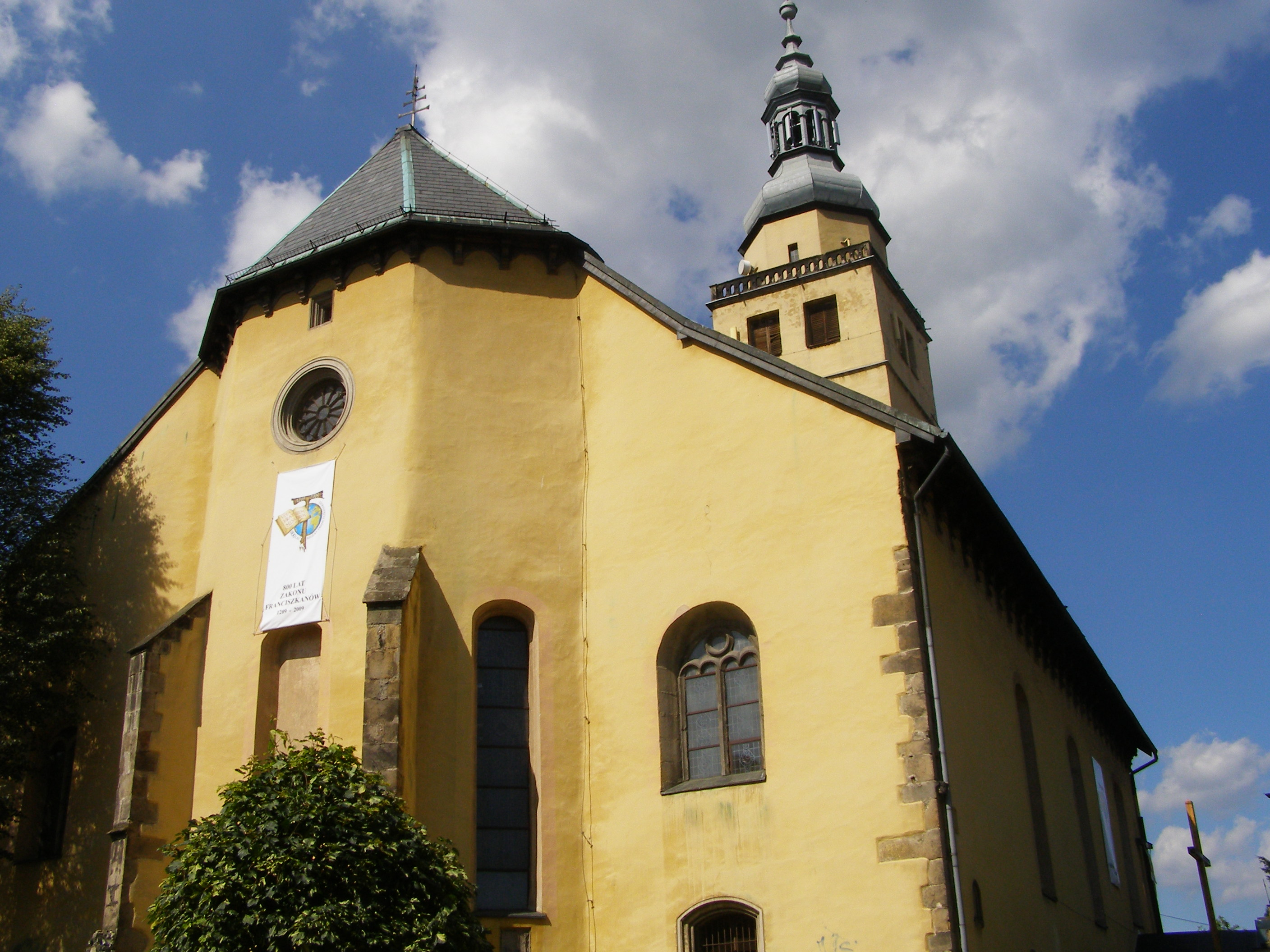
Die Pfarrkirche St. Marien wurde bereits im 13. Jahrhundert erwähnt.

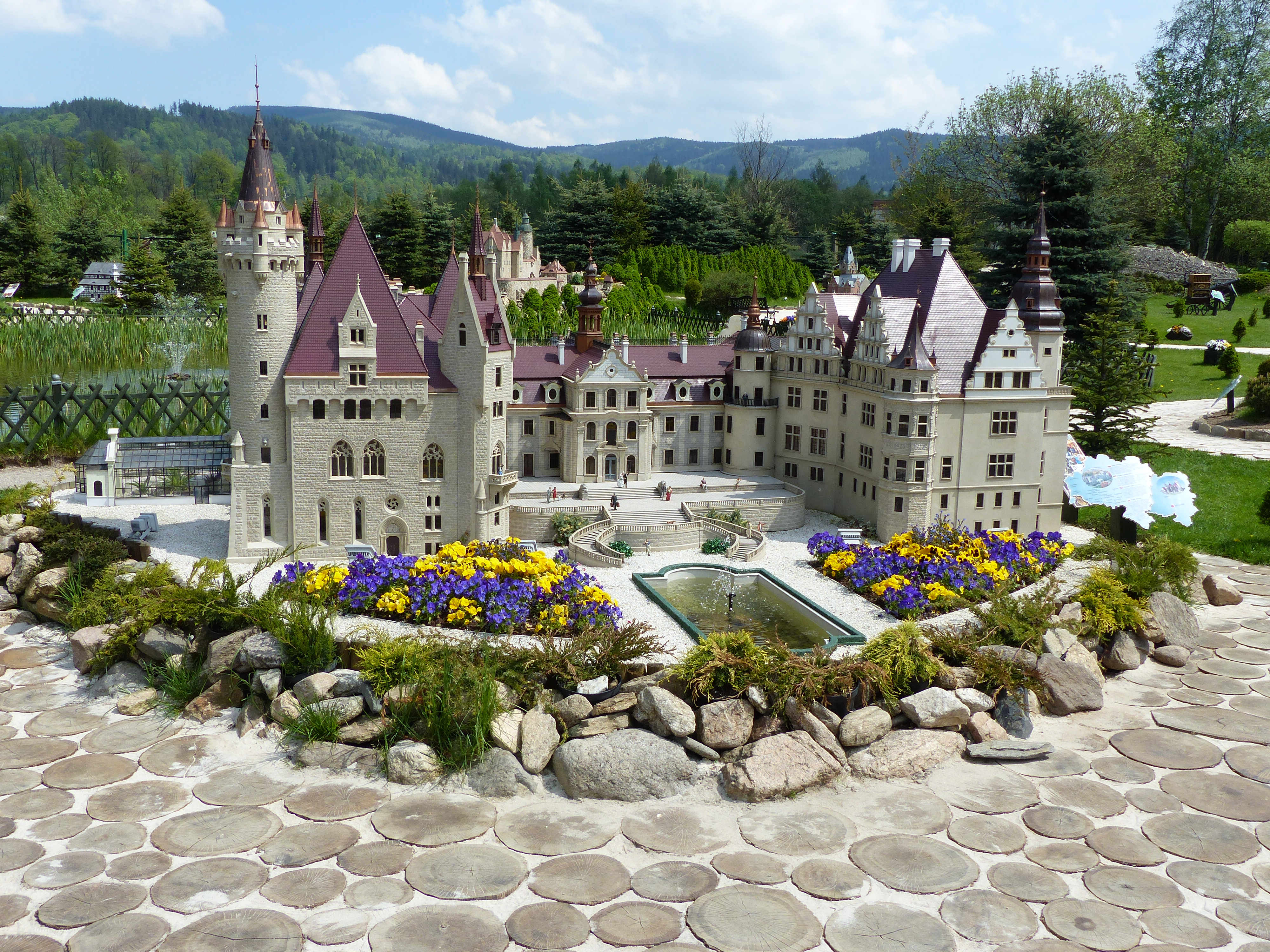
Miniaturenpark

Kowary [kɔˈvarɨ] (deutsch: Schmiedeberg im Riesengebirge) ist eine Stadt im Powiat Karkonoski der Woiwodschaft Niederschlesien in Polen. Sie gehört der Euroregion Neiße an.

## Geographie
Kowary liegt am Fuß des Riesengebirges und des Landeshuter Kamms an der Jedlica (Eglitz), einem rechten Nebenfluss der Großen Lomnitz, etwa 14 Kilometer südöstlich von Jelenia Góra (Hirschberg) und 93 Kilometer südwestlich von Breslau.

## Geschichte
Schmiedeberg wurde erstmals im Jahr 1355 in einer Urkunde erwähnt, als die im Grenzwald liegende Region im nördlichen Riesengebirge durch deutsche Siedler gerodet wurde. Es gehörte zum Herzogtum Schweidnitz, das nach dem Tod des Herzogs Bolko II. 1368 erbrechtlich an Böhmen fiel, wobei Bolkos Witwe Agnes von Habsburg bis zu ihrem Tod 1392 ein Nießbrauch zustand. Hinweise auf eine bereits bestehende ältere Ansiedlung im Gebiet von Schmiedeberg im Zusammenhang mit einem dortigen Erzabbau enthalten Veröffentlichungen von Theodor Eisenmänger aus dem Jahr 1900 sowie von Ephraim Ignatius Naso, der im 17. Jahrhundert als Jurist und Historiker in Schweidnitz wirkte.
Schon im Jahr 1148 wurde in der Gegend des heutigen Kowary Eisenerz gefunden und 1158 auf Geheiß des polnischen Fürsten Bolesław IV. abgebaut. Dadurch soll dort eine kleine Siedlung entstanden sein, in welcher die Verarbeitung des gewonnenen Eisenerzes durch Eisenhämmer erfolgte. 1241 nahmen die Bergleute an der Schlacht bei Wahlstatt gegen die Mongolen teil.
Am 4. September 1513 erhielt Schmiedeberg durch den böhmischen König Vladislav II. das Stadtrecht und die Bestätigung eines Stadtwappens. Neben Breslau und Schweidnitz war Schmiedeberg eines der wichtigsten Zentren der Eisenindustrie des 16. Jahrhunderts in Niederschlesien. Vor allem Feuerwaffen waren ein begehrtes Produkt der ansässigen Handwerker. Im Dreißigjährigen Krieg wurde die Stadt zu großen Teilen vernichtet und die Blütezeit des Ortes beendet. Durch eine Überschwemmung der Erzgrube kam der Bergbau zum Erliegen. Nachfolgend entwickelte sich das Weberhandwerk.
Nach dem Ersten Schlesischen Krieg 1742 fiel Schmiedeberg zusammen mit dem größten Teil Schlesiens an Preußen. Nachfolgend wurde es dem Landkreis Hirschberg im Riesengebirge eingegliedert, mit dem es bis 1945 verbunden blieb. Im 18. und 19. Jahrhundert gab es Versuche, den Bergbau wiederzubeleben.
Am Anfang des 20. Jahrhunderts hatte Schmiedeberg eine evangelische Kirche, eine katholische Kirche, eine Präparandenanstalt, ein Amtsgericht, bedeutende Produktionsstätten der Textilindustrie, eine Druckerei, eine lithographische Anstalt, metallverarbeitende Industrie, darunter eine Fabrik für die Herstellung chirurgischer Instrumente, Magneteisensteingruben sowie Granit- und Marmorbrüche.
Nach dem Ende des Zweiten Weltkriegs im Mai 1945 hatte Schmiedeberg etwa 4000 Einwohner. Die Bevölkerung bestand bis dahin fast ausschließlich aus Deutschen. Einige einheimische Stadtbewohner flüchteten vor oder während der Eroberung der Stadt durch Truppen der Roten Armee nach Westen. Im Sommer 1945 wurde Schmiedeberg wie fast ganz Schlesien von der sowjetischen Besatzungsmacht unter polnische Verwaltung gestellt. Der Ortsname wurde als Kowary ins polnische übersetzt. In der Folgezeit wurden die deutschen Bewohner von der örtlichen polnischen Verwaltungsbehörde aus Schmiedeberg weitgehend vertrieben. Die neu angesiedelten Bewohner waren teilweise Zwangsumgesiedelte aus Ostpolen, das an die Sowjetunion gefallen war. Von 1948 bis 1972 war neben der Textilindustrie auch der Uranerzabbau von wirtschaftlicher Bedeutung.

## Sehenswürdigkeiten

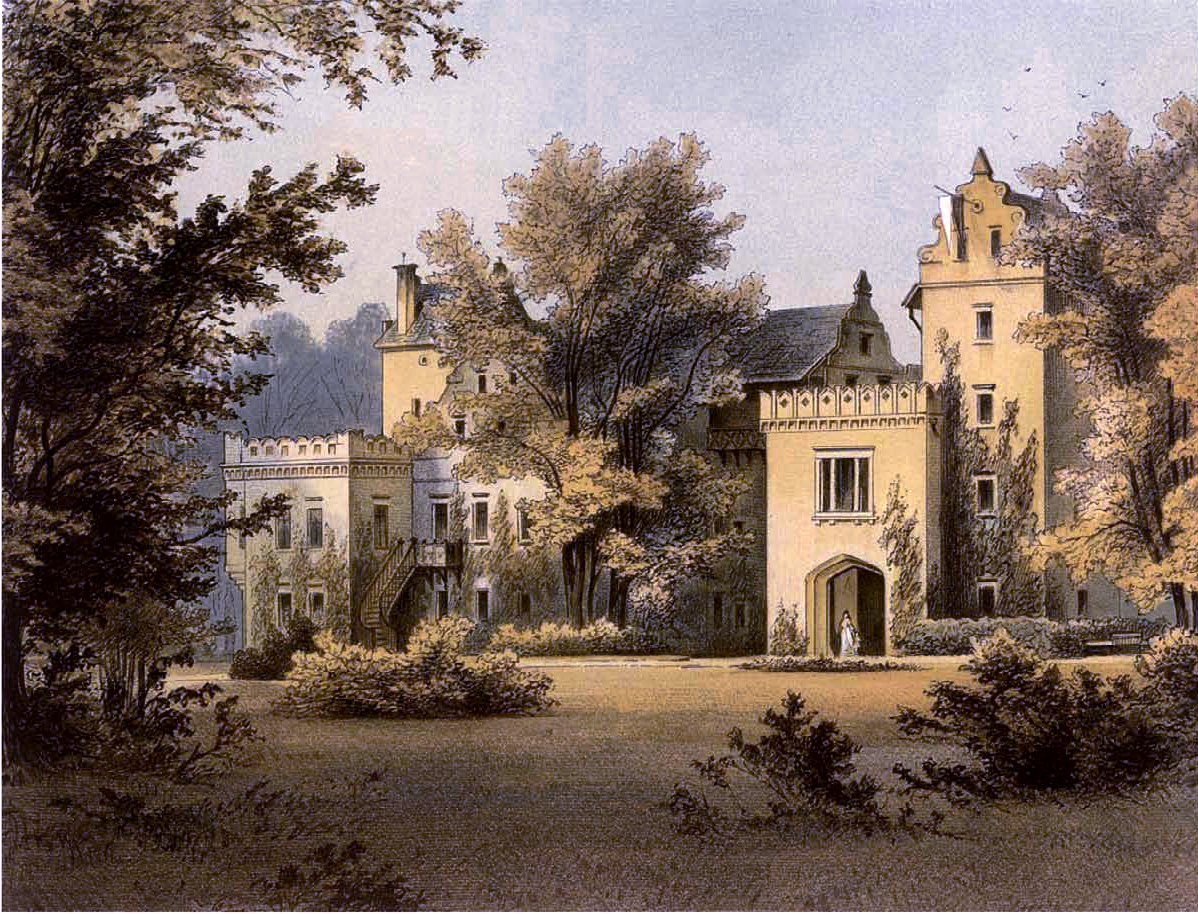
Schloss Neuhoff, Sammlung Alexander Duncker

- Miniaturpark der Baudenkmäler Niederschlesiens von Marian Piasecki auf dem Gelände der ehemaligen Teppichweberei Smyrna (1854–2009)
- Altstadt von Kowary in der vormaligen Marktstraße (ul. 1 Maja)
- Klassizistisches Rathaus, 1786–1789 erbaut von Christian Schultz unter Beteiligung des Landeshuter Baumeisters Carl Gotthard Langhans mit Vorhalle und Ratssaal
- Spätgotische römisch-katholische Pfarrkirche St. Marien am Franziskanerplatz
- Grufthäuser auf dem alten Friedhof neben der Kirche
- St.-Anna-Kapelle in Mittel-Schmiedeberg
- Barocke Steinbrücke mit einer Statue des böhmischen Landesheiligen Johannes Nepomuk
- Stadtvilla (Fabrikantenvilla der Teppichfabrik), jetzt Hotel Smyrna
- Synagoge, erbaut im 19. Jahrhundert
- Traditionshaus des Heimatvereins
- Ehemaliger Bahnhof mit Wasserturm und altem Eisenbahnkran
- Neue Siedlung des Uranbergbaus, errichtet 1949–1952, mit Schule und Kulturhaus (jetzt Kulturzentrum und Bibliothek)
- Schloss Neuhof, von 1827 bis 1945 im Besitz der Fürsten von Reuß-Köstritz[7]
- Schloss Ruhberg (heute Ciszyca) und ehemaliger Landschaftspark, bis 1831 Besitz des Fürsten Anton Radziwiłł
- Sanatorium Hohenwiese, errichtet 1900–1902 vom Breslauer Architekten Carl Grosser, und Sanatorium Buchwald (1916–1920) im Ortsteil Wojków
- Grabanlagen der Familie Reuß zu Köstritz j. L. in Hohenwiese
- Ehemaliges Bergwerk Kowarskie Kopalnie mit unterirdischem Lehrpfad und Erholungszentrum Jelenia Struga (von 1974 bis 1989 Radon-Inhalatorium) im Ortsteil Podgórze

## Wirtschaft
Derzeit größter Wirtschaftszweig ist der Tourismus. Bis in die neunziger Jahre des 19. Jahrhunderts gab es Unternehmen der Textil-, Bau- und Holzbranche. In der Anfangszeit der Polnischen Volksrepublik war das Uranerz-Industriewerk der größte Betrieb der Stadt; in der Zeche R 5 bauten die sowjetischen Besatzer Uranerz ab.
Bevölkerungsentwicklung
| Jahr | Einwohner | Anmerkungen                                 |
| ---- | --------- | ------------------------------------------- |
| 1840 | 03.635    | davon 2.963 Evangelische und 672 Katholiken |
| 1900 | 05.675    | meist Evangelische                          |
| 1933 | 06.395    | [ 9 ]                                       |
| 1939 | 06.644    | [ 9 ]                                       |
| 2015 | 11.345    |                                             |

## Partnerstädte
- Jægerspris (Dänemark)
- Kamień Pomorski (Polen)
- Schönau-Berzdorf (Deutschland)
- Vrchlabí (Tschechien)

## Söhne und Töchter der Stadt
- Martin Fruwein († 1621), einer der aktivsten Teilnehmer des böhmischen Aufstandes von 1618
- Eduard von Peucker (1791–1876), preußischer General, Mitglied des Preußischen Herrenhauses
- Balduin Wolff (1819–1907), Zeichner, Maler, Zeichenlehrer und Schachspieler
- Heinrich IX. Reuß zu Köstritz (1827–1898), preußischer General
- Carl Hermann Lamprecht (1840–1881), Politiker und Bürgermeister der Stadt Siegen von 1876 bis 1881
- Karl Grosser (1850–1918), Architekt
- Max Heilmann (1869–1956), Grafiker und Maler
- Werner von Rheinbaben (1878–1975), Seeoffizier, Korvettenkapitän, Diplomat, u. a. Marineattache, Publizist
- Ernst Meister (1887–1939), preußischer Staatsgeologe
- Friedrich-August Schack (1892–1968), General der Infanterie, Ritterkreuzträger
- Ernst Jäschke (1911–2006), evangelisch-lutherischer Theologe, Autor und Missionar
- Josef Bach (1921–2004), Geiger, Komponist und Arrangeur
- Eberhard Griepentrog (1933–2023), Mathematiker und Hochschullehrer
- Eberhard Friese (1940–2004), Japanologe und Bibliothekar
- Lew Hohmann (* 1944), Filmemacher und Filmwissenschaftler
- Jendrek Stanek (* 1981), polnischer Skirennläufer
- Marcin Zawół (* 2002), Biathlet
- Łukasz Gerstenstein (* 2004), polnischer Fußballspieler

Sagen
Schmiedeberg wird in mehreren Rübezahl-Sagen erwähnt. Die Sagen Der Wunderstab und Rübezahl führt ein Konzert auf spielen im Ort. In der ersten Sage schenkt Rübezahl einem Naturforscher einen Zauberstab, mit dem in Sekunden große Entfernungen zurückgelegt werden können. In der anderen Sage straft Rübezahl den Schmiedeberger Stadtmusikus Knarr. Da Knarr behauptet hatte, mit seiner Musik selbst Rübezahl zu bezaubern, verzauberte Rübezahl Knarr und ein Orchester so, dass es sich anlässlich eines großen Konzerts in Meerkatzen und Bären verwandelte und schauerlich spielte, ohne dass Knarr selbst es so wahrnehmen konnte. Knarr behauptete nie wieder, den Berggeist verzaubern zu können.